# Can Rovira (Badalona)
Can Rovira és una masia de Badalona, catalogada com a bé cultural d'interès local. Està situada al carrer del Rector, antic camí de Barcelona, i es trobava als afores del nucli antic, el Dalt de la Vila, al qual ha estat vinculada tradicionalment, tot i que actualment forma part del barri de Coll i Pujol.

## Història i descripció
Va ser la casa pairal de la família Rovira, un dels membres de la qual, Bartomeu Rovira i Mandri (1783-1872), alcalde de Badalona entre 1834 i 1835, hi va residir durant bona part del segle xix. Era a més propietari de la masia de Ca l'Umbert, antigament coneguda com a Can Rovira.
És del segle xviii, possiblement aprofitant alguna mena de construcció anterior, i reformada al segle xix. Consta de planta baixa, pis, a més de golfes únicament al cos central, que es troba elevat per sobre de la resta de l'edifici, i que té tres obertures a l'exterior. La porta d'entrada al badiu de la casa és un porxo embigat amb teulada.